# Yvette Cooper

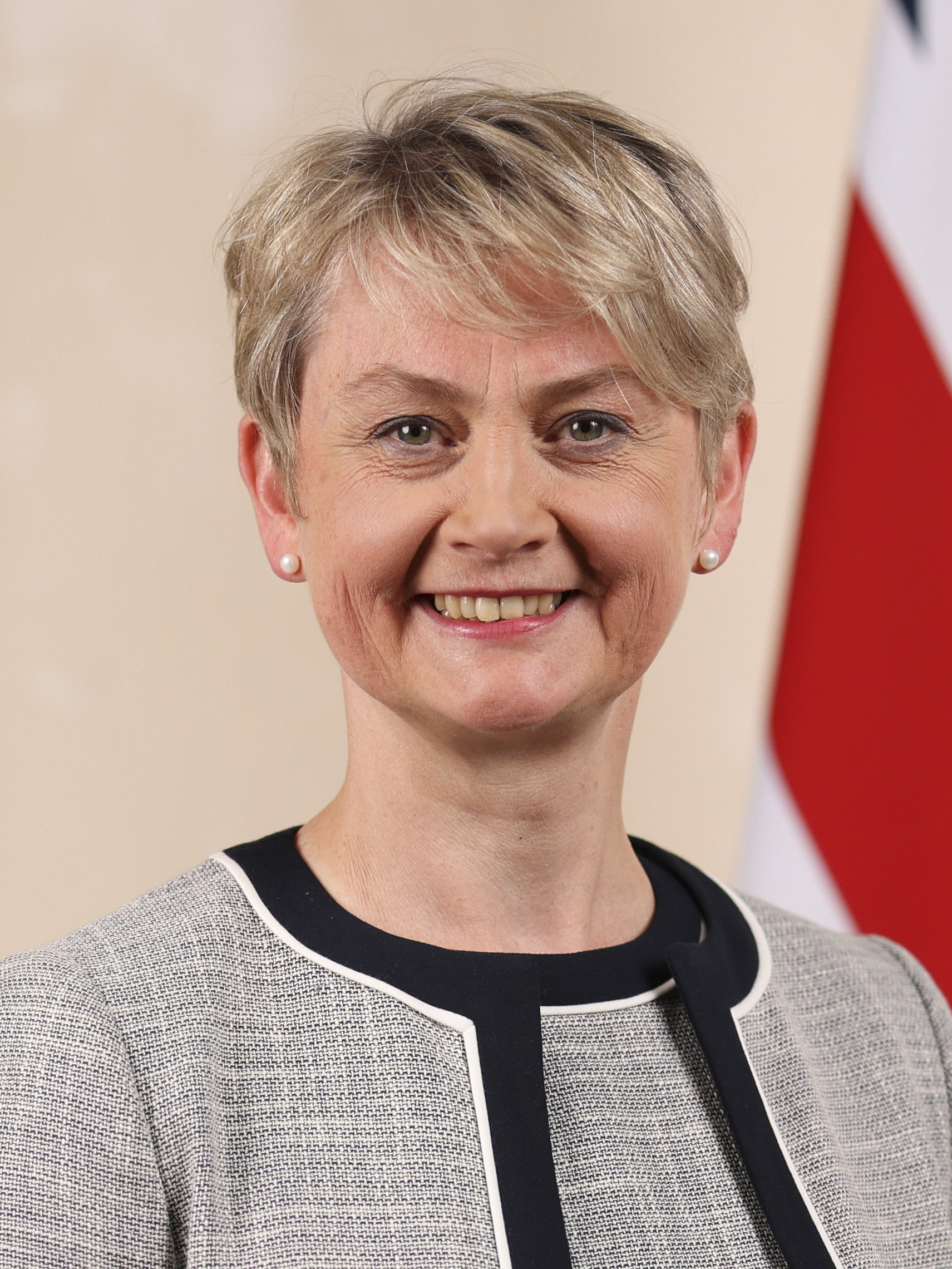
Yvette Cooper (2024)

Yvette Cooper (* 20. März 1969 in Inverness, Schottland) ist eine britische Politikerin und war vom 5. Juni 2009 bis 2010 Ministerin des Department for Work and Pensions in der Regierung Brown. Seit dem 5. Juli 2024 ist sie Innenministerin ihres Landes in der Regierung Starmer.

## Leben
Nach ihrer Schulzeit studierte Cooper am Balliol College in Oxford und erreichte einen Bachelor in Philosophy, Politics and Economics. Danach studierte sie im Rahmen des Kennedy Scholarships an der Universität Harvard und erreichte den Master. Nach ihrem Studium erhielt Cooper 1990 eine Anstellung bei dem Politiker John Smith. Als politische Beraterin war Cooper des Weiteren für Bill Clinton 1992 in dessen Wahlkampf tätig und danach für die britische Abgeordnete Harriet Harman. 1995 erhielt Cooper eine Anstellung als Wirtschaftskorrespondentin bei der britischen Zeitung The Independent.
Als Mitglied der Labour Party gelang Cooper 1997 erstmals der Einzug als Abgeordnete in das Britische Unterhaus. Von 1997 bis 2010 vertrat sie den Wahlkreis Pontefract and Castleford und von 2010 bis 2024 den Wahlkreis Normanton, Pontefract and Castleford. Bei der Wahl 2024 wurde sie für den Wahlkreis Pontefract, Castleford and Knottingley wiedergewählt. Im Schattenkabinett von Ed Miliband war Cooper Schatten-Innenministerin (Shadow Home Secretary). Nach der Wahl von Jeremy Corbyn zum Parteivorsitzenden im September 2015 legte Cooper dieses Amt nieder. Cooper soll nun eine Arbeitsgruppe zur Flüchtlingskrise leiten. Neuer Schatten-Innenminister ist Andy Burnham. Seit 5. Juli 2024 ist Cooper Innenministerin des Vereinigten Königreichs.
Cooper ist mit Edward Balls seit dem 10. Januar 1998 verheiratet. Das Paar hat drei Kinder.